# Orlando de’ Rossi (12. Jahrhundert)

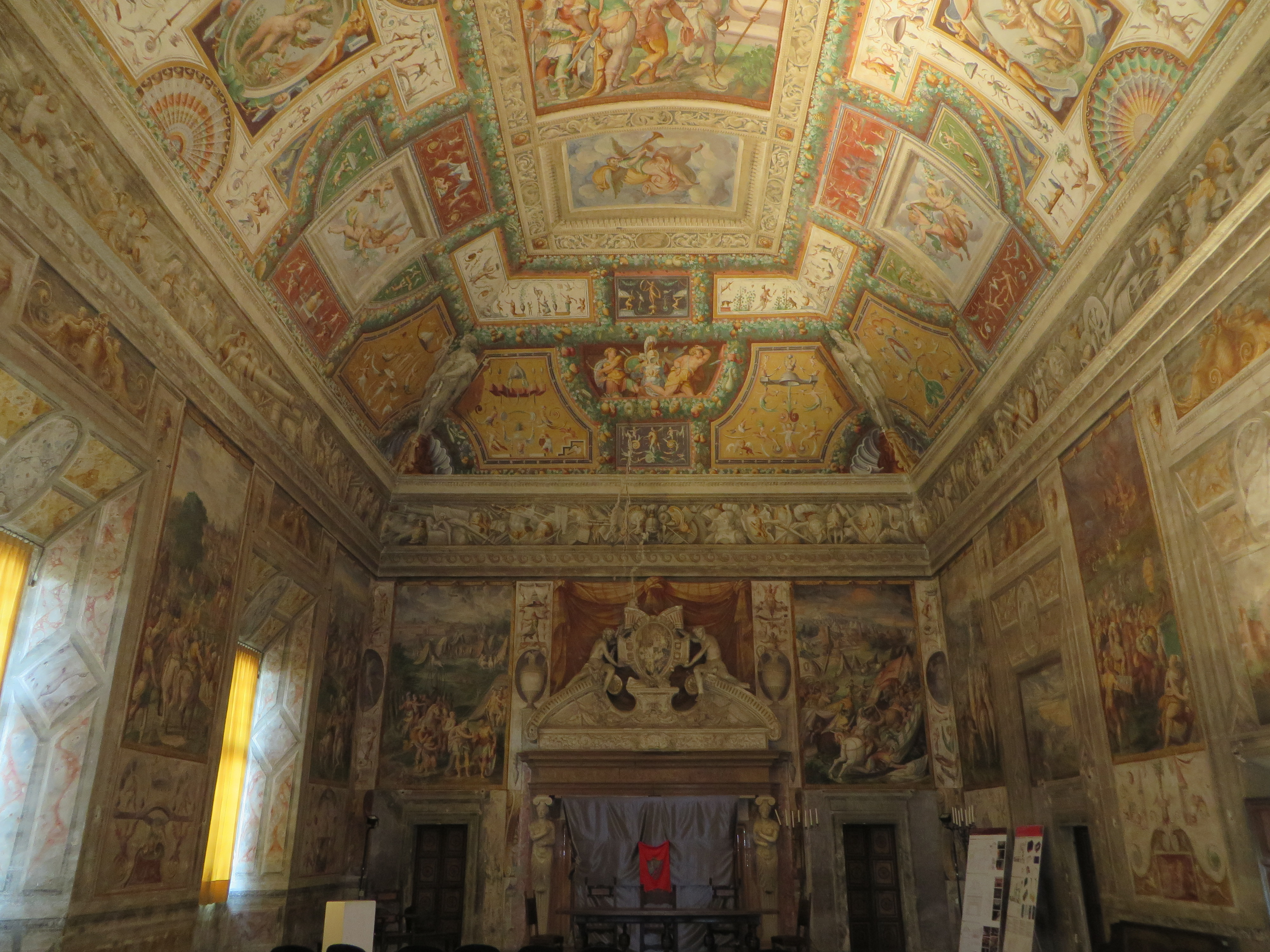
Sala delle Gesta Rossiane in der Rocca dei Rossi in San Secondo Parmense. Die erste Tat der Sage bezieht sich auf den Sieg Orlandos über Piacenza.

Wappen der Rossis.

Orlando de’ Rossi (* Mitte des 12. Jahrhunderts, San Secondo; † nach 1215) war ein italienischer Condottiere und Podestà der Städte Parma, Bologna, Modena und Cremona.

## Biografie
Der Sohn von Bernardo de’ Rossi und Urenkel von Orlando de’ Rossi, dem Stammvater der Familie, wurde gegen Mitte des 12. Jahrhunderts in San Secondo geboren, wo sein Vater Bernardo 1164 den Besitz eines Viertels des Territoriums, das mit dem Domkapitel von Parma umstritten war, bestätigt gesehen hatte und wo es in einigen Urkunden erscheint, oder in Parma.
1180 bekleidete er sein erstes offizielles Amt als Podestà von Parma und 1186 wurde er von der Stadt Parma zur Teilnahme an der Krönung von Kaiser Heinrich VI., dem Sohn von Friedrich Barbarossa und König von Italien, in Mailand eingeladen.
1198 wurde er mit einer Art konsularischem Tagebuch zusammen mit Guido Ruggeri in die Regierung von Parma versetzt. Im Folgejahr wollte er die Rechtsprechung über Borgo San Donnino und Bargone, die von Piacenza gestohlen worden waren, nach Parma zurückholen. Durch das Anwerben einer Armee in Parma konnte er sein Vorhaben verwirklichen, musste sich aber dennoch der Reaktion von Piacenza stellen, die sich entschieden, Parma eine Schlacht zu liefern. Orlando überquerte so an der Spitze der Truppen von Parma den Taro und besiegte Piacenza in einer Schlacht am 19. Juni 1199.
Im Jahre 1200 war er Podestà von Bologna und es gelang ihm, Argenta zu unterwerfen; schließlich ließ er ein befestigtes Castrum errichten, das das guelfische Bologna vor dem ghibellinischen Imola schützen sollte. Das Castrum an der Via Emilia wurde Castel San Pietro genannt.
1201 war er erneut Podestà von Parma, 1207 und 1212 von Modena und 1213 von Cremona.
Den Unternehmen von Orlando wollte Troilo II. de’ Rossi ein Fresko in der Sala delle Gesta Rossiane in der Rocca dei Rossi in San Secondo Parmense widmen, auf denen als erste der 13 Taten folgendes abgebildet ist:
- Orlando de’ Rossi, der Borgo San Donnino zu Hilfe eilt und es von der Belagerung durch die Truppen Mailands und Piacenzas entsetzt. Die Episode, die für das Land entscheidend war, spielte am 19. Juni 1199, als Orlando seine Gegner am linken Ufer des Taro besiegte.

## Die Grunderwerbspolitik
Orlando setzte die Einnahmen, die er aus seinen verschiedenen Ämtern als Podestà erhielt, sinnvoll ein, indem er sich im Umland von Parma Grundvermögen schuf und damit den Grundstein für den politischen Aufstieg der Rossis legte.
Wie bereits gesagt, ließ er sich den Besitz eines Viertels von San Secondo 1164 in einem Schiedsverfahren bestätigen, ein Viertel, das direkt von der Stiftung stammte, die die Kanoniker des Domkapitels von Parma 1039 Bonifacio von Canossa machten.
Orlando begann dann mit einer Politik des Grundstückskaufs, die ihn bis 1193 zum Eigentümer der Territorien in Palasone machte; 1202 erreichte er die Investitur in die Territorien von Oddone di San Quirico durch die Kanoniker des Domkapitels von Parma. 1210 besaß er neben den Territorien in der Nähe von Castell’Aicardi Territorien im gesamten unteren Teil der Provinz Parma (Eia, Ronco Campo Canneto, Beneceto) und schloss schließlich Neuerwerbungen in San Secondo und in Copezzato an.
Die Grunderwerbspolitik von Orlando, die von seinem Sohn Bernardo fortgeführt wurde, führte zur Gründung eines weltlichen Castrums (im Unterschied zu dem der Kanoniker im Ort Zoccolanti) an einer Stelle, an der heute das Zentrum von San Secondo Parmense liegt, auch wenn sein Bau Bernardo (* 1223) zugeschrieben wird. Aus einigen Dokumenten geht hervor, dass der Kern bereits Anfang des 13. Jahrhunderts vorhanden gewesen sein soll und es so möglich ist, dass Orlando seinen Bau veranlasste.

## Verwandte
Der Name der Gattin Orlandos ist nicht bekannt, aber man weiß, dass er drei Söhne hatte:
- Bernardo
- Ugolino
- Orlando